# Connarus martii
Connarus martii é uma espécie  de planta com flor pertencente à família Connaraceae.
A autoridade científica da espécie é G.Schellenb., tendo sido publicada em Candollea 2: 116. 1925.

## Brasil
Esta espécie  é nativa e não endémica do Brasil, podendo ser encontrada nas Regiões Norte e Centro-Oeste. Em termos fitogeográficos pode ser encontrada no domínio da Amazônia.
Não ocorrem táxons infra-específicos no Brasil.